# Nexuotapirus
Nexuotapirus — вимерлий рід тапірів пізнього олігоцену та раннього міоцену Північної Америки.

## Таксономія
Nexuotapirus був зведений у 1998 році. Типовий вид, N. marslandensis, спочатку був класифікований як Miotapirus. Другий вид, N. robustus, спочатку був поміщений у Protapirus, але також був переміщений до Nexuotapirus на основі порівнянної нижньої частини зубів.

## Опис
Nexuotapirus демонструє як плезіоморфні, так і похідні риси порівняно з іншими ранніми тапірами, що ускладнює визначення його точного спорідненості з ними.
Примітивні ознаки роду включають менш схожі на моляри премоляри та різцеві отвори, які простягаються ззаду крізь постіклову діастему, а також мозкову оболонку, яка звужується до спини. Більш просунуті особливості включають глибоке втягнення носового вирізу, вкорочення носа, переднє вкорочення та зменшення надочноямкового відростка, риси, які можна порівняти з сучасними тапірами.